# Riserva naturale del Lago di Campotosto
La riserva naturale del Lago di Campotosto è un'area naturale protetta situata in Abruzzo, in provincia dell'Aquila. È stata istituita su una superficie di 1.600 ettari nel 1984, a tutela dell'ambiente naturale di cui fa parte il Lago di Campotosto.

## Storia
Il lago fu creato tra il 1939 e il 1940 su di un'area caratterizzata da acquitrini e torbinere, anche se già in epoca glaciale l'intera vallata era occupata da un lago ben più grande dell'attuale. Con la realizzazione dell'invaso artificiale a servizio delle centrali idroelettriche di Provvidenza, San Giacomo e Montorio, l'attività estrattiva venne abbandonata e la zona si è riconvertita alla funzione turistica.
Nel 1984 venne istituita una riserva naturale a tutela del lago di Campotosto comprendente anche 200 ettari di sponde.

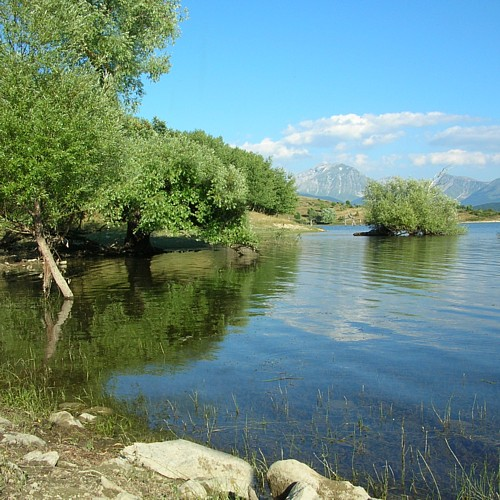
Uno scorcio del lago di Campotosto

## Territorio
La riserva comprende il più vasto bacino lacustre dell'Abruzzo, situato nell'altopiano di Campotosto tra la valle dell'Aterno e quella del Vomano, ovvero tra i versanti aquilano e teramano del Gran Sasso. L'intera area ricade inoltre nel Parco Nazionale del Gran Sasso e Monti della Laga.
I comuni interessati sono tre: oltre a quello di Campotosto (in cui ricade gran parte della riserva) sono toccate anche le estremità dei comuni di Capitignano e L'Aquila. Le località comprese nella riserva sono Campotosto, Mascioni e Poggio Cancelli.

### Flora
La vallata presenta formazioni boschive a struttura irregolare, tendente all'alto fusto. Le coste sono caratterizzate da Cladium mariscus e Polygonum bistorta (bistorta) nelle aree più paludose e da salici e Fagus sylvatica (faggi) nelle rimanenti.

### Fauna
Il sistema di laghi artificiali della valle del Vomano comprendente il lago di Campotosto, il lago di Provvidenza ed altri minori, costituisce sin dalla sua realizzazione un importante sito migratorio: si può osservare la presenza, tra le altre specie, di Anas crecca (alzavola), Aythya ferina (moriglione) e soprattutto Fulica atra (folaga). Il lago è stato a sua volta popolato da alcune specie ittiche, introdotte sin dal 1940: le più popolose sono le trote e le tinche.
Tra i mammiferi sono presenti molti degli animali che caratterizzano l'area del Gran Sasso tra cui cinghiali, tassi, lepri, volpi.

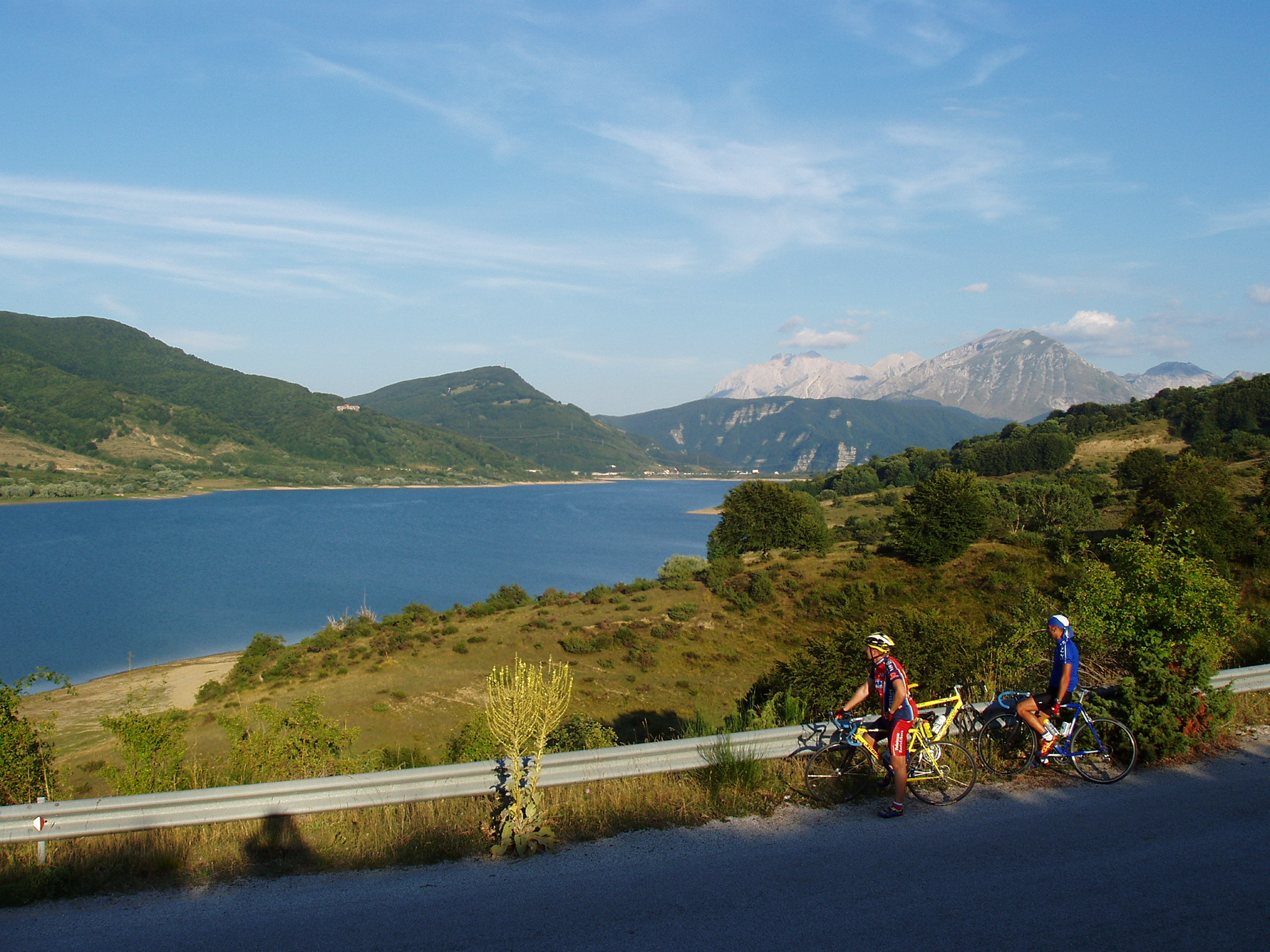
Cicloturismo sul lungolago di Campotosto

## Sport e turismo
Il lago di Campotosto è un'importante meta turistica, soprattutto nella stagione estiva e per sport quali il footing e il trekking. Il lungolago, in parte strada statale 577, essendo pressoché pianeggiante e lungo oltre 40 km, è meta ambita per il cicloturismo e la MTB. All'ingresso del ramo detto di Mascioni è presente un ponte che consente di arrivare alla località Mascioni evitando di costeggiare il perimetro occidentale del ramo. Tale ponte sostituisce quello più antico detto delle stecche. Il bacino lacustre è sito di pesca sportiva, canoa e windsurf. In inverno non è raro trovarlo parzialmente o completamente ghiacciato.
I dintorni della riserva presentano altri luoghi amati dagli sportivi come il valico delle Capannelle, meta di motoraduni di motociclismo e le stazioni sciistico-sportive di Campo Imperatore e Prati di Tivo. Il lago è inoltre connesso agli itinerari turistici dell'Ippovia del Gran Sasso e della strada maestra del Parco.